# Bagn
Bagn is een plaats in de Noorse gemeente Sør-Aurdal, provincie Innlandet. Bagn telt 605 inwoners (2007) en heeft een oppervlakte van 0,93 km².

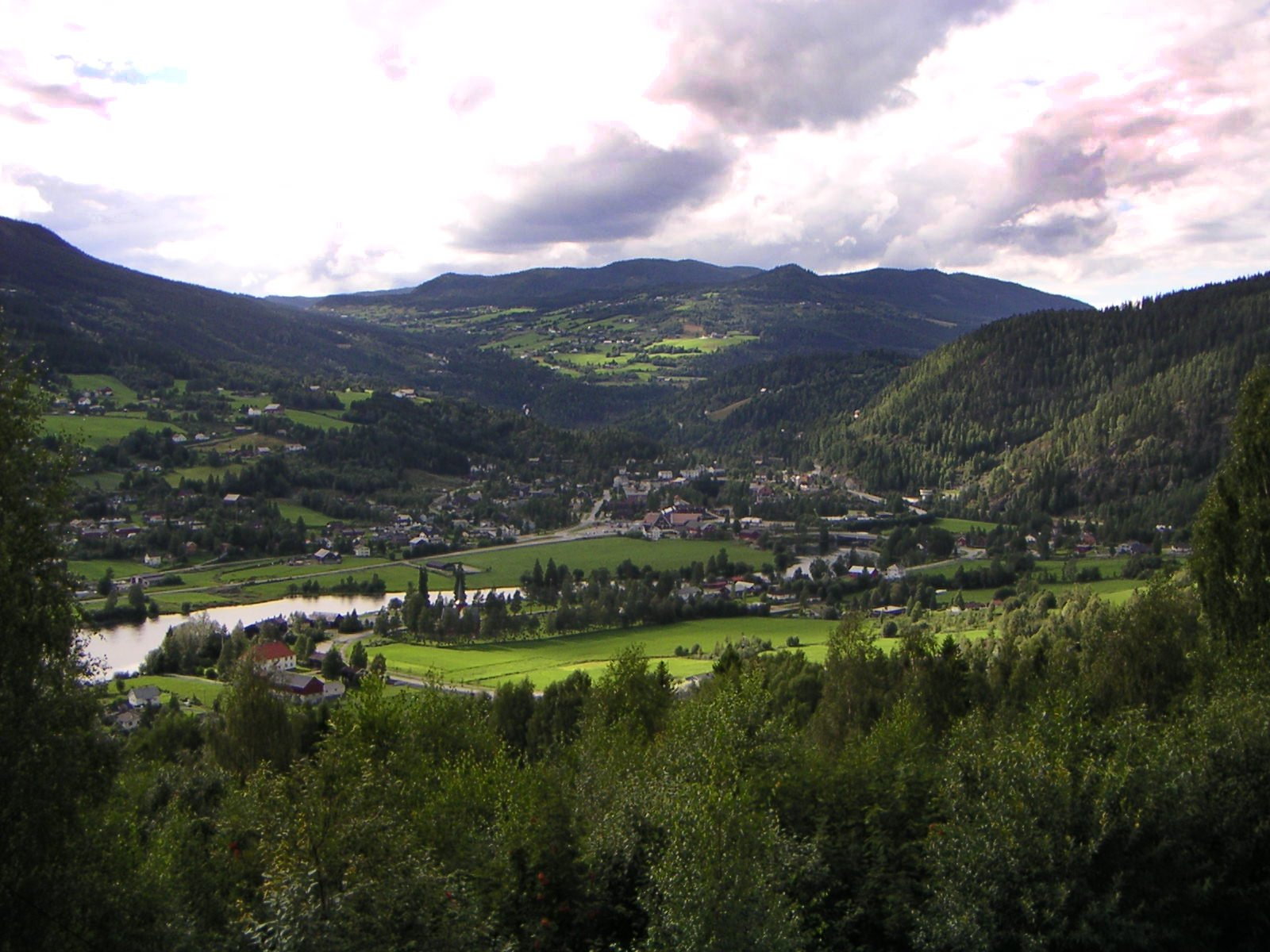
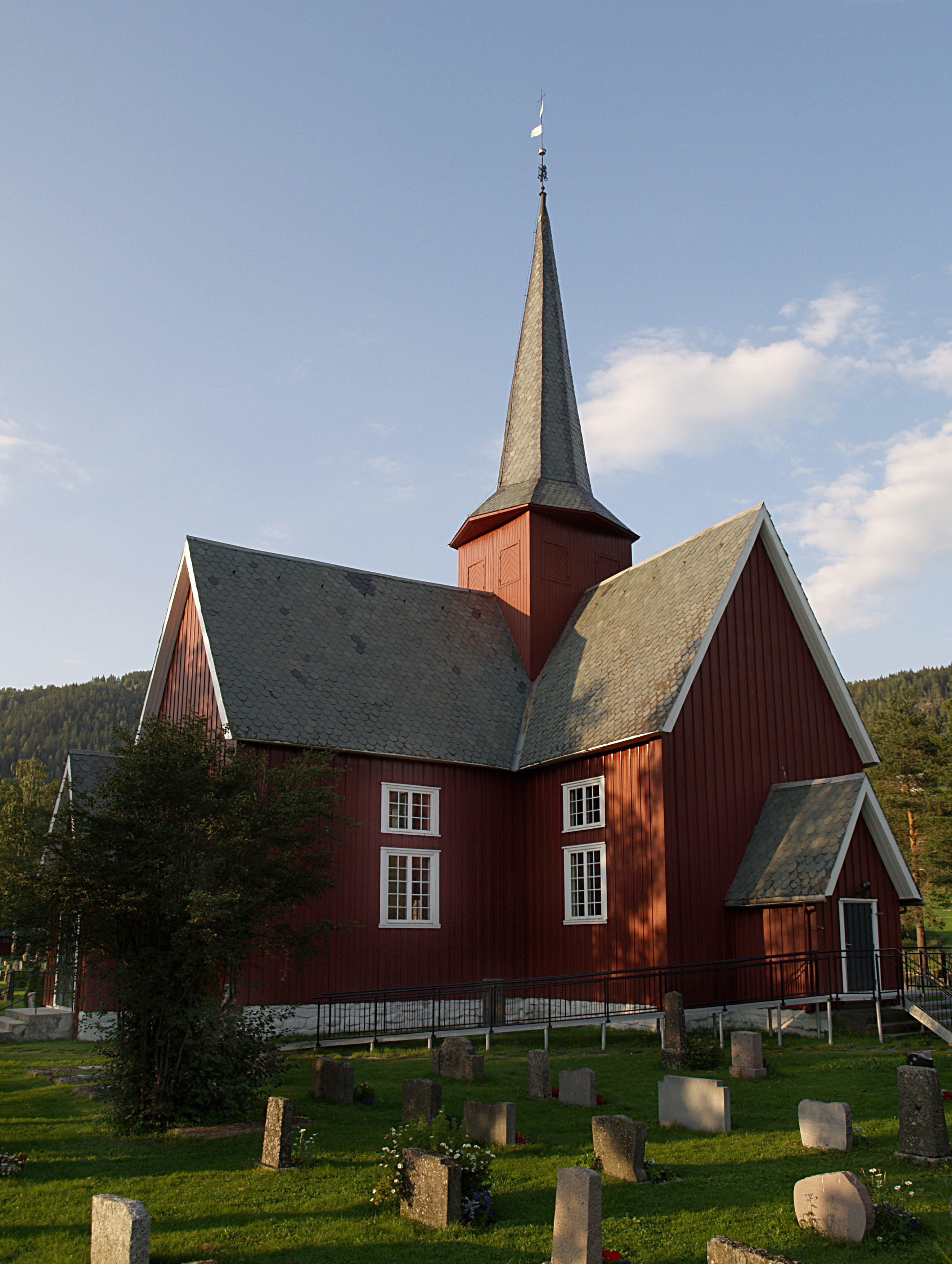
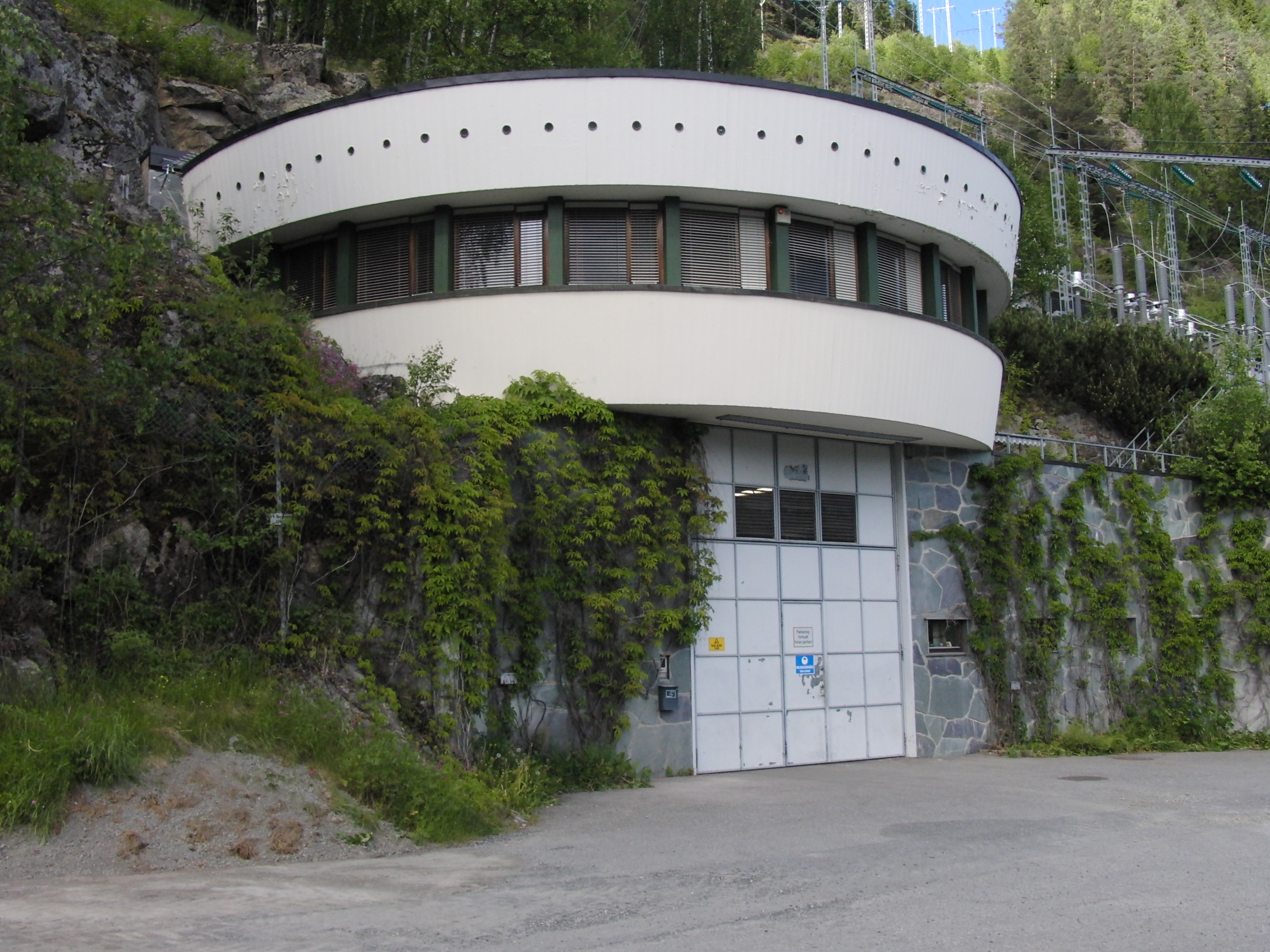
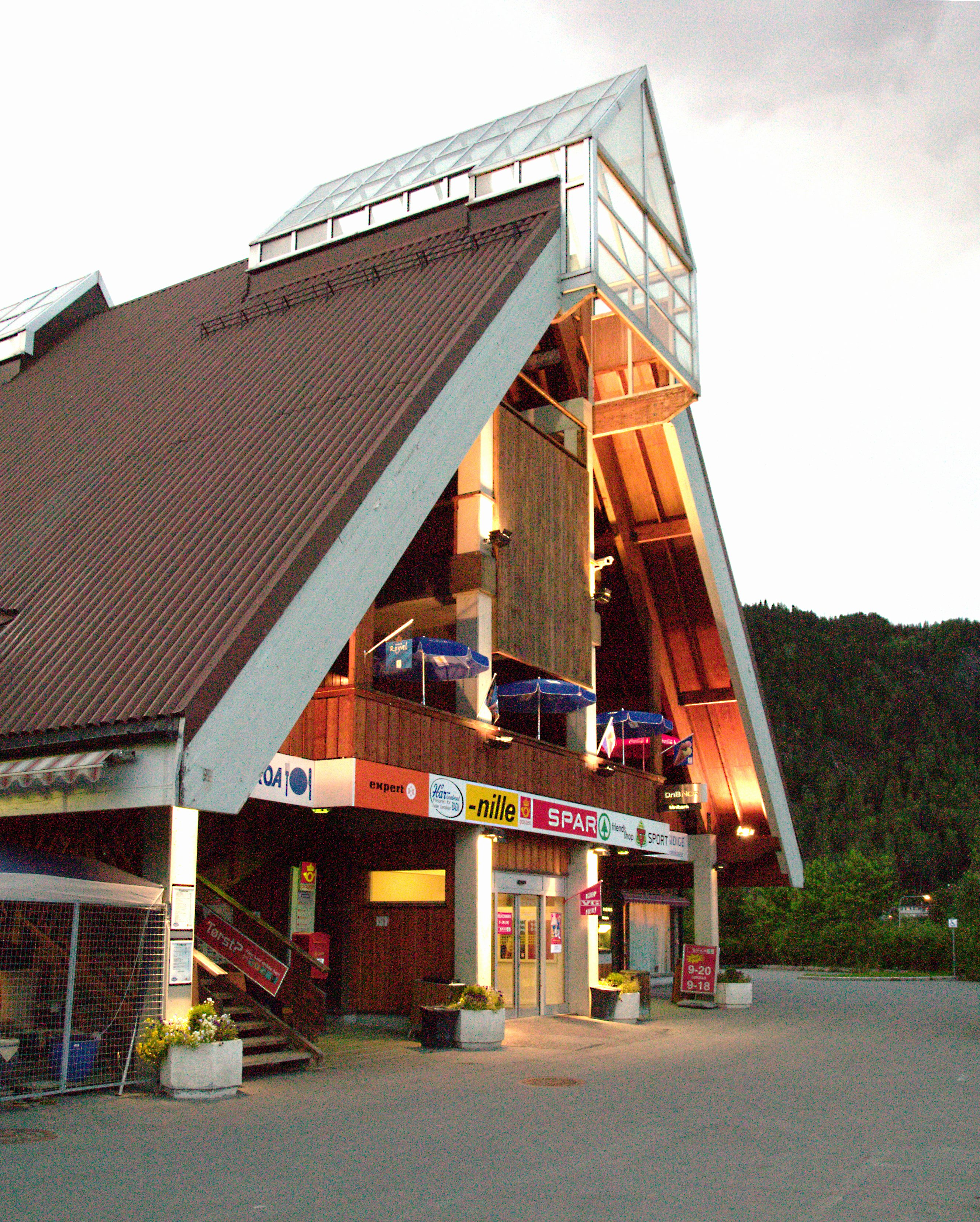
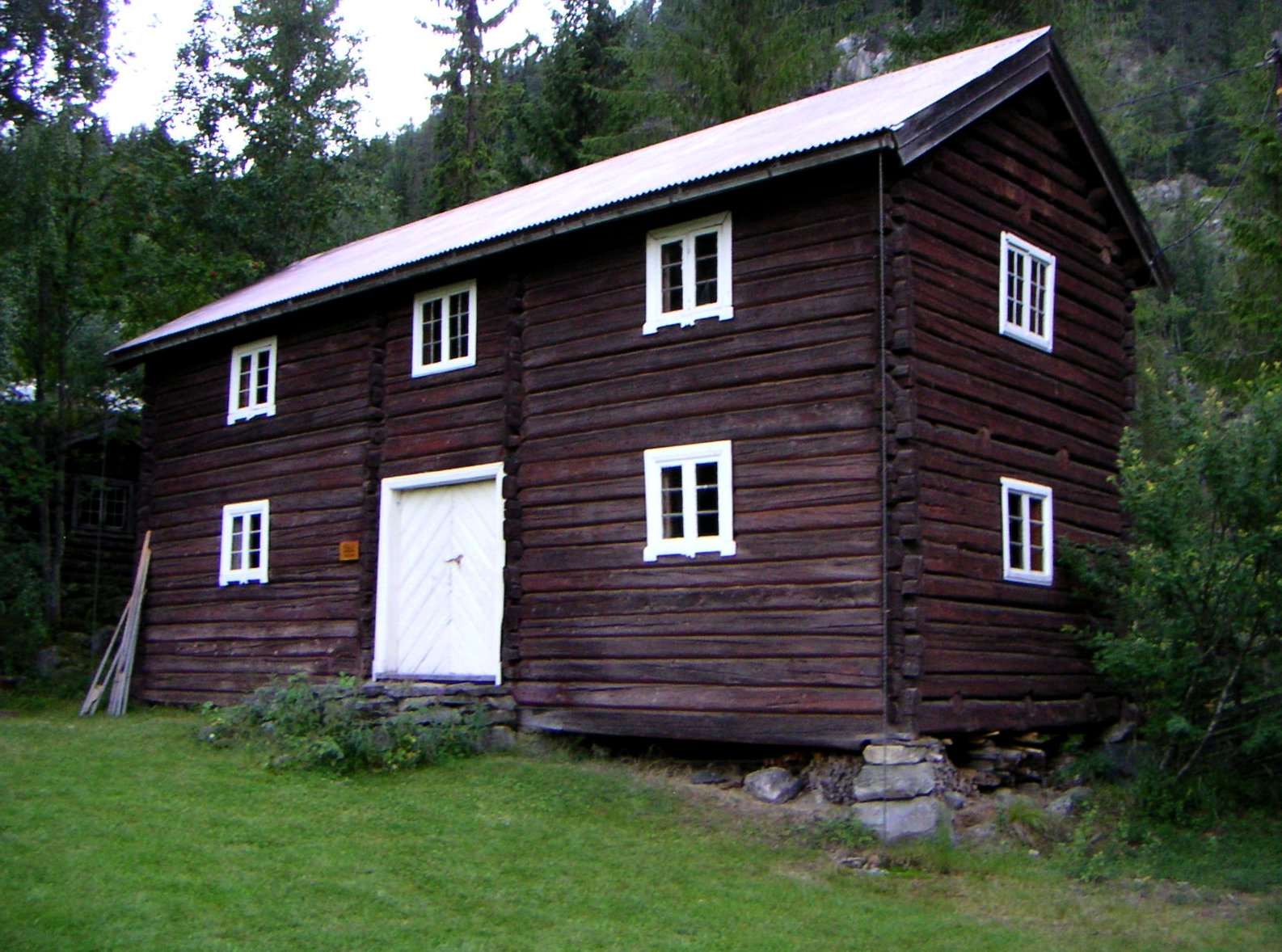